# Інтегральна теорема Коші
Інтегра́льна теоре́ма Коші́ (також теорема Коші — Гурса) — одна з основних теорем комплексного аналізу. Перші варіанти теореми сформулював та довів Оґюстен-Луї Коші у 1825 році, при слабших вимогах теорему довів французький математик Едуард Гурса у 1883 році. 

## Формулювання теореми у варіанті Коші
Нехай {\displaystyle f(z)=u(x,y)+iv(x,y)\,} диференційовна в однозв’язній області {\displaystyle D\subset \mathbb {C} } і її похідна неперервна в цій області (у будь-якій точці цієї області). Тоді інтеграл від {\displaystyle f(z)\,} по будь-якій замкненій простій кривій {\displaystyle \gamma \,}, яка лежить в області {\displaystyle D\,}, дорівнює нулю:
{\displaystyle \int _{\gamma }f(z)dz=0\,}

### Доведення
Згідно з властивістю інтегралу:
{\displaystyle \int _{\gamma }f(z)dz=\int _{\gamma }udx-vdy+i\int _{\gamma }udy+vdx\,}
Оскільки {\displaystyle f(z)} має неперервну похідну першого порядку в області {\displaystyle D}, то частинні похідні від U та V також є неперервними в області {\displaystyle D.}
Згідно теореми Гріна тоді інтеграли по контуру можна замінити на інтеграли по області (позначимо її R), яку обмежує цей контур, а саме:
{\displaystyle \int _{\gamma }f(z)dz=\int _{\gamma }udx-vdy+i\int _{\gamma }udy+vdx=\iint \limits _{R}\left(-{\partial v \over \partial x}-{\partial u \over \partial y}\right)dA+i\iint \limits _{R}\left({\partial u \over \partial x}-{\partial v \over \partial y}\right)dA.}
Оскільки {\displaystyle f(z)} є голоморфною функцією, то виконуються умова Коші-Рімана:
{\displaystyle {\frac {\partial u}{\partial x}}={\frac {\partial v}{\partial y}}} і
{\displaystyle {\frac {\partial u}{\partial y}}=-{\frac {\partial v}{\partial x}}.}
Із цих рівностей випливає рівність нулю двох інтегралів у правій частині інтегральної рівності, а тому також {\displaystyle \int _{\gamma }f(z)dz=0.}

## Варіант теореми Коші — Гурса для трикутників
Якщо функція f є голоморфною в області {\displaystyle D\subset \mathbb {C} }, то інтеграл від f no орієнтованій границі будь-якого трикутника {\displaystyle \Delta \subset D} є рівним 0:
{\displaystyle \int _{\partial \Delta }f(z)dz=0.}
У даному варіанті не вимагається неперервність похідної у області.

### Доведення
Нехай твердження теореми не виконується і існує трикутник {\displaystyle \Delta \subset D} такий, що
{\displaystyle \left|\int _{\partial \Delta }f(z)dz\right|=M>0.}
Припустимо, що границя {\displaystyle \partial \Delta ,} яка є кусково гладкою кривою) є орієнтована проти годинникової стрілки.
Розіб'ємо трикутник {\displaystyle \Delta } на чотири трикутники середніми лініями і введемо на границях цих трикутників орієнтацію проти годинникової стрілки.
Очевидно, що інтеграл від f по {\displaystyle \partial \Delta } дорівнює сумі інтегралів по границях малих трикутників, бо інтеграли по середніх лініях беруться двічі в протилежних напрямках і тому взаємно скорочуються, а інші границі утворюють {\displaystyle \partial \Delta } із відповідною орієнтацією. Тому знайдеться хоча б один малий трикутник {\displaystyle \Delta _{1}} для якого
{\displaystyle \left|\int _{\partial \Delta _{1}}f(z)dz\right|\geqslant {M \over 4}.}
Трикутник {\displaystyle \Delta _{1}} знову можна розбити середніми лініями на чотири трикутника і, як і вище, серед них є хоча б один {\displaystyle \Delta _{2}} такий, що
{\displaystyle \left|\int _{\partial \Delta _{2}}f(z)dz\right|\geqslant {M \over 4^{2}}.}
За індукцією побудуємо послідовність вкладених один в одного трикутників таких, що для інтеграла по границі {\displaystyle n}-го трикутника виконується нерівність:
{\displaystyle \left|\int _{\partial \Delta _{n}}f(z)dz\right|\geqslant {M \over 4^{n}}.}
Послідовність вкладених трикутників {\displaystyle \Delta _{n}} має спільну точку {\displaystyle z_{0}.} Очевидно {\displaystyle z_{0}\in \Delta \subset D} і функція f є голоморфною в точці {\displaystyle z_{0}.} Тому з означення комплексної похідної для будь-якого {\displaystyle \varepsilon >0} знайдеться {\displaystyle \delta >0} таке, що для всіх точок околу {\displaystyle V=\{|z-z_{0}|<\delta \}} у рівності
{\displaystyle f(z)-f(z_{0})=f'(z_{0})(z-z_{0})+g(z)(z-z_{0})}
для функції g виконується нерівність {\displaystyle |g(z)|<\varepsilon .}
Усі трикутники побудованої послідовності починаючи з деякого {\displaystyle \Delta _{n}} належать околу V. Тому 
{\displaystyle \int _{\partial \Delta _{n}}f(z)dz=\int _{\partial \Delta _{n}}f(z_{0})dz+\int _{\partial \Delta _{n}}f'(z_{0})(z-z_{0})dz+\int _{\partial \Delta _{n}}g(z)(z-z_{0})dz.}
Але перші два інтеграли справа є рівними нулю оскільки множники {\displaystyle f(z_{0})} і {\displaystyle f'(z_{0})} можна винести за знак інтеграла, а інтеграли від 1 і {\displaystyle z-z_{0}} по замкнутому контуру {\displaystyle \partial \Delta _{n}} є рівними 0.
Оскільки {\displaystyle |g(z)|<\varepsilon } для всіх {\displaystyle z\in \partial \Delta _{n}} і також для всіх {\displaystyle z\in \partial \Delta _{n}} величина {\displaystyle z-z_{0}} не перевищує периметра {\displaystyle P(\Delta _{n})} трикутника {\displaystyle \Delta _{n},} то
{\displaystyle \left|\int _{\partial \Delta _{n}}f(z)dz\right|=\left|\int _{\partial \Delta _{n}}g(z)(z-z_{0})dz\right|<\varepsilon (P(\Delta _{n}))^{2}.}
Але за побудовою {\displaystyle P(\Delta _{n})={P(\Delta ) \over 2^{n}},} де {\displaystyle P(\Delta )} позначає периметр трикутника {\displaystyle \Delta ,} тож також
{\displaystyle \left|\int _{\partial \Delta _{n}}f(z)dz\right|<\varepsilon {(P(\Delta ))^{2} \over 4^{n}}}
і враховуючи, що {\displaystyle \left|\int _{\partial \Delta _{n}}f(z)dz\right|\geqslant {M \over 4^{n}}} остаточно
{\displaystyle M<\varepsilon (P(\Delta ))^{2}.}
Із довільності числа {\displaystyle \varepsilon } випливає, що M = 0 всупереч припущенню.

### Узагальнення для довільних ламаних ліній
Нехай тепер {\displaystyle a_{0},\ldots a_{m}\in D} є точками у області {\displaystyle D\subset \mathbb {C} } на якій функція є голоморфною і замкнута опукла оболонка цих точок є підмножиною {\displaystyle D.} Позначимо {\displaystyle L_{a_{0},\ldots ,a_{m}}} орієнтовану замкнуту ламану лінію (можливо із самоперетинами) одержану із відрізків, що сполучають точки {\displaystyle a_{i}} і {\displaystyle a_{i+1}} (із відповідним напрямком) і відрізку із точки {\displaystyle a_{m}} до точки {\displaystyle a_{0}.} Тоді:
{\displaystyle \int _{L_{a_{0},\ldots ,a_{m}}}f(z)dz=0.}
Для {\displaystyle m=0} (коли ламана лінія є точкою) і {\displaystyle m=1} (коли ламана лінія є відрізком, який проходиться спершу в одному напрямку, а потім в протилежному) твердження є очевидним. Випадок {\displaystyle m=2} є випадком трикутників, який доведений вище. Нехай тепер {\displaystyle m>2} і припустимо за індукцією, що твердження доведено для всіх ламаних ліній для {\displaystyle m-1.} Тоді можна записати:
{\displaystyle \int _{L_{a_{0},\ldots ,a_{m}}}f(z)dz=\int _{L_{a_{0},\ldots ,a_{m-1}}}f(z)+\int _{L_{a_{m-1},a_{m},a_{0}}}f(z)}
оскільки відрізок, що з'єднує точки {\displaystyle a_{0}} і {\displaystyle a_{m-1}} у двох інтегралах з правої сторони проходять у різних напрямках і відповідні значення інтегралів скорочуються, а всі інші відрізки у лівій і правій стороні є однаковими із врахуванням напрямку. Але згідно припущення індукції обидва інтеграли з правої сторони є рівними нулю, що й доводить твердження.

### Первісна і теорема Коші — Гурса у крузі
Якщо {\displaystyle D(z_{0},r)} є відкритим кругом із центром у точці {\displaystyle z_{0}} і радіусом {\displaystyle r} і функція f є голоморфною в цьому крузі, то можна ввести функцію {\displaystyle F(z)=\int _{[z_{0},z]}f(\xi )d\xi .} Із теореми Коші — Гурса для трикутників легко можна довести, що {\displaystyle F(z)} є первісною для {\displaystyle f(z),}  тобто {\displaystyle F'(z)=f(z).}
Також із твердження теореми для ламаних ліній випливає, що для будь-яких точок {\displaystyle z_{1},z_{2}\in D(z_{0},r)} і спрямлюваної кривої {\displaystyle \gamma :[0,1]\to D(z_{0},r)} для якої {\displaystyle \gamma (0)=z_{1},\ \gamma (1)=z_{2}} виконується рівність {\displaystyle \int _{\gamma }f(z)dz=F(z_{2})-F(z_{1})}. 
Зокрема, якщо {\displaystyle \gamma _{1}:[0,1]\to D(z_{0},r)} і {\displaystyle \gamma _{2}:[0,1]\to D(z_{0},r)} є спрямлюваними кривими із однаковими початковими і кінцевими точками то:
{\displaystyle \int _{\gamma _{1}}f(z)\ dz=\int _{\gamma _{2}}f(z)\ dz.}
Це твердження є варіантом загальної теореми Коші — Гурса для круга.

## Теорема Коші — Гурса для гомотопних шляхів і контурів
Нехай функція f є голоморфною у області U і {\displaystyle \gamma _{0}:[a,b]\rightarrow U} і {\displaystyle \gamma _{1}:[a,b]\rightarrow U} є гомотопними (із гомотопією, що фіксує кінцеві точки) і спрямлюваними у U. Тоді: 
{\displaystyle \int _{\gamma _{0}}f(z)\ dz=\int _{\gamma _{1}}f(z)\ dz.}

### Доведення
Нехай {\displaystyle \gamma :[0,1]\times [a,b]\rightarrow U} є гомотопією із {\displaystyle \gamma _{0}} у {\displaystyle \gamma _{1}}. Для будь-яких {\displaystyle s\in [0,1]} і {\displaystyle t\in [a,b]} точка {\displaystyle \gamma (s,t)} належить {\displaystyle U}. Із компактності випливає існування радіуса {\displaystyle r>0} для якого {\displaystyle D(\gamma (s,t),r)\subset U} для всіх {\displaystyle s\in [0,1]} і {\displaystyle t\in [a,b]}. Оскільки відображення {\displaystyle \gamma } є неперервним на компактній множині то воно є рівномірно неперервним. Зокрема існує {\displaystyle \delta >0} для якого
{\displaystyle |\gamma (s',t')-\gamma (s,t)|\leqslant {\frac {r}{4}}}
для всіх {\displaystyle s,s'\in [0,1]} і {\displaystyle t,t'\in [a,b]} для яких {\displaystyle |s-s'|\leqslant \delta } і {\displaystyle |t-t'|\leqslant \delta }.
Нехай {\displaystyle 0=s_{0}<\dots <s_{n}=1} і {\displaystyle a=t_{0}<\dots <t_{m}=b} є розбиттями відповідних відрізків для яких {\displaystyle {|s_{i}-s_{i-1}|\leqslant \delta }} і {\displaystyle {|t_{j}-t_{j-1}|\leqslant \delta }} для всіх {\displaystyle 1\leqslant i\leqslant n} і {\displaystyle 1\leqslant j\leqslant m}. Для кожного {\displaystyle i} і {\displaystyle j} позначимо {\displaystyle C_{i,j}} замкнутий контур із точок
{\displaystyle C_{i,j}:=\gamma _{\gamma (s_{i},t_{j-1})\rightarrow \gamma (s_{i},t_{j})\rightarrow \gamma (s_{i-1},t_{j})\rightarrow \gamma (s_{i-1},t_{j-1})\rightarrow \gamma (s_{i},t_{j-1})}.}
За побудовою довжина цього контура є меншою, ніж {\displaystyle {\frac {r}{4}}+{\frac {r}{4}}+{\frac {r}{4}}+{\frac {r}{4}}=r,} тож контур цілком міститься у крузі {\displaystyle D(\gamma (s_{i},t_{i}),r).}
Тому із попереднього
{\displaystyle \int _{C_{i,j}}f(z)\ dz=0}
для всіх {\displaystyle 1\leqslant i\leqslant n} і {\displaystyle 1\leqslant j\leqslant m}. Просумувавши ці рівності для всіх {\displaystyle i} і {\displaystyle j}, враховуючи фіксацію кінцевих точок при гомотопії і здійснивши всі скорочення одержуємо, що 
{\displaystyle \int _{\gamma _{\gamma (0,t_{0})\rightarrow \gamma (0,t_{1})\rightarrow \dots \rightarrow \gamma (0,t_{n})}}f(z)\ dz=\int _{\gamma _{\gamma (1,t_{0})\rightarrow \gamma (1,t_{1})\rightarrow \dots \rightarrow \gamma (1,t_{n})}}f(z)\ dz}
Далі можна записати рівність
{\displaystyle \int _{\gamma _{\gamma (0,t_{i-1})\rightarrow \gamma (0,t_{i})}}f(z)\ dz=\int _{\gamma _{0,[t_{i-1},t_{i}]}}f(z)\ dz}
для {\displaystyle i=1,\dots ,n}, де {\displaystyle \gamma _{0,[t_{i-1},t_{i}]}:[t_{i-1},t_{i}]\rightarrow U} є обмеженням {\displaystyle \gamma _{0}:[a,b]\rightarrow U} на {\displaystyle [t_{i-1},t_{i}]} і так само для {\displaystyle \gamma _{1}}. Дана рівність випливає із теореми Коші — Гурса для кругів, оскільки і відрізок, що сполучає точки {\displaystyle \gamma (0,t_{i-1})} і {\displaystyle \gamma (0,t_{i})} і крива {\displaystyle \gamma _{0,[t_{i-1},t_{i}]}} за побудовою належать кругу {\displaystyle D(\gamma (s_{0},t_{i}),r).}
Разом із цього отримуємо
{\displaystyle \int _{\gamma _{0}}f(z)\ dz=\int _{\gamma _{1}}f(z)\ dz.}

### Твердження для гомотопних контурів
Із попереднього твердження випливає, зокрема, що якщо {\displaystyle \gamma } є стягуваним замкнутим спрямлюваним контуром у U то
{\displaystyle \int _{\gamma }f(z)\ dz=0.}
Дане твердження є наслідком того факту, що гомотопія із замкнутого контура {\displaystyle \gamma =\gamma _{0}:[a,b]\rightarrow U} на точку може завжди бути вибрана так, що вказаною точкою є точка {\displaystyle z_{0}=\gamma (a)=\gamma (b)} і гомотопія є гомотопією, що фіксує кінцеві точки, тобто {\displaystyle \gamma _{t}(a)=\gamma _{t}(b)=z_{0}} і {\displaystyle \gamma _{1}(s)=z_{0}} для всіх {\displaystyle t\in [a,b]} і всіх {\displaystyle s\in [a,b].} Тоді оскільки інтеграл по контуру виродженому у точку {\displaystyle z_{0}} є рівним нулю, то і інтеграл по контуру кінцевими точками якого є {\displaystyle z_{0}} і який є стягуваним до {\displaystyle z_{0}} за допомогою гомотопії, що фіксує кінцеві точки є рівним нулю.
Більш загально, якщо {\displaystyle \gamma _{0},\gamma _{1}:[a,b]\rightarrow U} є замкнутими спрямлюваними контурами, що є гомотопними, як замкнуті контури (тобто при гомотопії усі проміжні криві {\displaystyle \gamma _{t}} теж є замкнутими контурами), то також 
{\displaystyle \int _{\gamma _{0}}f(z)\ dz=\int _{\gamma _{1}}f(z)\ dz.}

### Узагальнення для довільних неперервних шляхів
Подані вище варіанти теореми дозволяють ввести поняття комплексного інтегралу для довільних неперервних шляхів {\displaystyle \gamma :[a,b]\rightarrow U} (не обов'язково спрямлюваних). Для такого шляху із його компактності випливає існування такого розбиття {\displaystyle a=t_{0}<\dots <t_{m}=b}, що всі відрізки виду {\displaystyle [\gamma (t_{i}),\gamma (t_{i+1})]} належать {\displaystyle U}. Тоді можна розглянути {\displaystyle {\bar {\gamma }}:[a,b]\rightarrow U} — ламану лінію із цих відрізків із необхідною параметризацією. Очевидно {\displaystyle {\bar {\gamma }}} є спрямлюваною кривою. 
Тоді можна взяти за означенням {\displaystyle \int _{\gamma }f(z)\ dz:=\int _{\bar {\gamma }}f(z)\ dz.} Із теореми Коші — Гурса випливає незалежність значення інтегралу від вибору ламаної лінії  {\displaystyle {\bar {\gamma }}}.
Якщо тепер  {\displaystyle \gamma _{0}:[a,b]\rightarrow U} і {\displaystyle \gamma _{1}:[a,b]\rightarrow U} є гомотопними (із гомотопією, що фіксує кінцеві точки) і неперервними, то із таким означенням інтегралу:
{\displaystyle \int _{\gamma _{0}}f(z)\ dz=\int _{\gamma _{1}}f(z)\ dz.}

## Гомологічне формулювання теореми
Нехай {\displaystyle U} є областю і {\displaystyle \gamma _{i}} є замкнутими контурами, що належать {\displaystyle U}. Циклом називається формальна лінійна комбінація:
{\displaystyle \Gamma =n_{1}\gamma _{1}+n_{2}\gamma _{2}+\ldots +n_{r}\gamma _{r}}
коефіцієнти якої {\displaystyle n_{i}} є цілими числами. Множина усіх таких лінійних комбінацій для всіх можливих замкнутих контурів у {\displaystyle U} із очевидною операцією додавання утворює абелеву групу.
На множині циклів можна ввести операцію інтегрування. А саме, якщо функція {\displaystyle f} є визначена на всіх контурах {\displaystyle \gamma _{i}}, що входять у цикл {\displaystyle \Gamma =n_{1}\gamma _{1}+n_{2}\gamma _{2}+\ldots +n_{r}\gamma _{r}} то за означенням:
{\displaystyle \int _{\Gamma }f(z)\ dz=n_{1}\int _{\gamma _{1}}f(z)\ dz+\ldots +n_{r}\int _{\gamma _{r}}f(z)\ dz.}
Для довільної точки {\displaystyle z_{0},}  що не лежить на контурі {\displaystyle \gamma } можна ввести індекс контуру відносно точки, як 
{\displaystyle I(\gamma ,z_{0})={1 \over 2\pi i}\int _{\gamma }{1 \over z-z_{0}}dz.}
Цей індекс завжди є цілим числом. Аналогічно як для інтеграла можна ввести індекс цикла відносно точки, що не належить жодному із контурів, що входять у цикл:
{\displaystyle I(\Gamma ,z_{0})={1 \over 2\pi i}\sum _{i=1}^{r}\int _{\gamma _{i}}{1 \over z-z_{0}}dz.}
Нехай функція {\displaystyle f} є голоморфною на області {\displaystyle U}. Згідно гомологічного варіанту теореми Коші, якщо для деякого цикла  {\displaystyle \Gamma } і кожної точки {\displaystyle z_{0},} що не належить {\displaystyle U} виконується рівність {\displaystyle I(\Gamma ,z_{0})=0,} то також {\displaystyle \int _{\Gamma }f(z)\ dz=0.}

## Наслідки
За допомогою теореми Коші доводиться справедливість інтегральної формули Коші та основної теореми про лишки.